# Equipo Kern Pharma/2025
Deze pagina geeft een overzicht van de Equipo Kern Pharma-wielerploeg in 2025.

## Algemene gegevens
Teammanager: Juan José Oroz
Ploegleiders: Jon Armendariz Iparraguirre, Mikel Ezkieta, Carlos Jimenez
Fietsmerk: Giant
Kleding: Etxeondo

## Renners
| Naam                   | Geboortedatum | Nationaliteit | Ploeg 2024                    |
| ---------------------- | ------------- | ------------- | ----------------------------- |
| Ibai Azanza            | 22-02-2004    | Spanje        | Equipo Finisher - Kern Pharma |
| Hugo Aznar             | 1-12-2003     | Spanje        |                               |
| Unai Aznar             | 26-07-2002    | Spanje        |                               |
| Urko Berrade           | 28-11-1997    | Spanje        |                               |
| Marc Brustenga         | 04-09-1999    | Spanje        |                               |
| Pablo Carrascosa       | 07-10-2002    | Spanje        | Equipo Finisher - Kern Pharma |
| Iván Cobo              | 02-01-2000    | Spanje        |                               |
| Iñigo Elosegui         | 06-03-1998    | Spanje        |                               |
| Haimar Etxeberria      | 08-09-2003    | Spanje        | Equipo Finisher - Kern Pharma |
| Miguel Ángel Fernández | 21-03-1997    | Spanje        |                               |
| Francisco Galván       | 01-12-1997    | Spanje        |                               |
| Nil Gimeno             | 21-04-2004    | Spanje        | Equipo Finisher - Kern Pharma |
| Jorge Gutiérrez        | 23-09-2002    | Spanje        |                               |
| Unai Iribar            | 12-06-1999    | Spanje        |                               |
| Pau Miquel             | 20-08-2000    | Spanje        |                               |
| José Félix Parra       | 16-01-1997    | Spanje        |                               |
| Mikel Retegi           | 27-04-2001    | Spanje        |                               |
| Ibon Ruiz              | 30-01-1999    | Spanje        |                               |
| Iván Ramiro Sosa       | 31-10-1997    | Colombia      | Movistar Team                 |
| Antonio Jesús Soto     | 24-12-1994    | Spanje        |                               |
| Diego Uriarte          | 26-10-2001    | Spanje        |                               |
| Mats Wenzel            | 19-12-2002    | Luxemburg     | Lidl - Trek Future Racing     |

### Stagiairs
Per 1 augustus 2025
| Naam        | Geboortedatum | Nationaliteit | Vorige ploeg                |
| ----------- | ------------- | ------------- | --------------------------- |
| Iker Gomez  | 27-03-2006    | Spanje        | Equipo Finisher-Kern Pharma |
| César Pérez | 23-11-2004    | Spanje        | Equipo Finisher-Kern Pharma |
| Unai Ramos  | 24-09-2005    | Spanje        | Equipo Finisher-Kern Pharma |

### Vertrokken
| Naam                 | Geboortedatum | Nationaliteit | Ploeg 2025                       |
| -------------------- | ------------- | ------------- | -------------------------------- |
| Jon Agirre           | 10-09-1997    | Spanje        | Euskaltel-Euskadi                |
| Pablo Castrillo      | 02-01-2001    | Spanje        | Movistar Team                    |
| Carlos García Pierna | 23-07-1999    | Spanje        | Burgos-BH                        |
| Álex Jaime           | 29-09-1998    | Spanje        | ?                                |
| Jordi López          | 14-08-1998    | Spanje        | Euskaltel-Euskadi                |
| Martí Márquez        | 09-02-1996    | Spanje        | Gestopt                          |
| Eugenio Sánchez      | 10-03-1999    | Spanje        | Victoria Sports Pro Cycling Team |
| Danny van der Tuuk   | 05-11-1999    | Polen         | Euskaltel-Euskadi                |

## Overwinningen
| Clàssica Camp de Morvedre Urko Berrade Ruta del Sol 4e etappe: Diego Uriarte Ronde van Cova da Beira Jongerenklassement: Ibai Azanza Ronde van Castilië en León Haimar Etxeberria |

2020 · 2021 · 2022 · 2023 · 2024 · 2025
Burgos-Burpellet-BH · Caja Rural-Seguros RGA · Equipo Kern Pharma · Euskaltel-Euskadi · Israel-Premier Tech · Lotto · Q36.5 Pro Cycling Team · Team Flanders-Baloise · Team Novo Nordisk · Team Polti VisitMalta · Toscana Factory Team Vini Fantini · TotalEnergies · Tudor Pro Cycling Team · Unibet Tietema Rockets · Uno-X Mobility · VF Group-Bardiani CSF-Faizanè · Wagner Bazin WB